# Peperomia tungurahuae
Peperomia tungurahuae är en pepparväxtart som beskrevs av Luis Aloysius, Luigi Sodiro. Peperomia tungurahuae ingår i släktet peperomior, och familjen pepparväxter. Inga underarter finns listade i Catalogue of Life.